# Bathymodiolus boomerang
Bathymodiolus boomerang is een tweekleppigensoort uit de familie van de Mytilidae. De wetenschappelijke naam van de soort is voor het eerst geldig gepubliceerd in 1998 door Cosel & Olu.